# Silvestriner
Die Silvestriner (lateinisch Congregatio Silvestrina Ordinis Sancti Benedicti, Ordenskürzel CSilvOSB oder OSBSilv) sind eine männliche Ordensgemeinschaft in der römisch-katholischen Kirche und gehören der Benediktinischen Konföderation an. Die Gemeinschaft wurde 1231 vom hl. Silvestro Guzzolini gegründet.

## Geschichte
Der Überlieferung zufolge war der Priester Silvestro Guzzolini (1177–1267) aus dem italienischen Osimo im Alter von 50 Jahren vom Tode seines Freundes dermaßen ergriffen, dass er beschloss, sich in eine Grotte zurückzuziehen, um als Eremit zu leben. Drei Jahre später, im Jahre 1231, gründete er in Monte Fano in der Ortschaft Fabriano ein Kloster. Seine Mitbrüder lebten nach der Regula Benedicti, zusätzlich hatten sie sich weitere asketische Übungen auferlegt. Hieraus entstand, nachdem die Gemeinschaft sich zuerst als Orden von Monte Fano bezeichnet hatte, nach dem Tode des Gründers die benediktinische Kongregation der Silvestriner, die Papst Innozenz IV. im Jahre 1247 bestätigte.
Nach der päpstlichen Approbation errichtete Silvester weitere Klöster in Umbrien, der Toskana und in Ancona. Der Generalprior und die Priore der Klöster wurden auf Lebenszeit gewählt; Papst Paul III. schränkte ihre Amtszeit 1642 auf jeweils drei Jahre ein. 1662 vereinigte Papst Alexander VII. die Silvestriner mit den Vallombrosanern und ordnete an, dass die Generalsuperiore im vierjährigen Wechsel von den Silvestrinern und den Vallombrosanern gestellt wurden sollten. Darüber hinaus sollten gemeinsame Konstitutionen erarbeitet werden. Die beiden Ordensgemeinschaften konnten sich jedoch nicht über gemeinsame Konstitutionen verständigen. 1678 erfolgte die Trennung der beiden Mönchsorden, und das Ordenskapitel der Silvestriner gab sich im gleichen Jahr eine eigene Satzung, der zufolge kein Mönch Oberer eines Klosters werden konnte, wenn er nicht zuvor Titularabt gewesen war. Zum Titularabt konnte wiederum nur derjenige ernannt werden, der zuvor Novizenmeister, Generalsekretär des Ordens, Lektor der Theologie, der Philosophie oder der schönen Wissenschaften oder Bibliothekar zu Fabriano gewesen war oder einen bedeutenden Dienst im Orden versehen hatte. In seiner Blüte hatten die Silvestriner 65 Klöster.

## Habit
Der Habit der Silvestriner besteht aus einer Tunika mit breitem Skapulier mit Kapuze. Im Chor und beim Verlassen des Klosters tragen sie einen Chormantel. Alle Kleidungsstücke bestehen aus einem glänzend türkisch-blauem Tuch, weshalb die Silvestriner auch „blaue Benediktiner“ genannt wurden. Bei schlechtem Wetter und in großen Kirchen wird über der Ordenskleidung ein weißer Überwurf getragen. Der Generalabt trägt über dem Habit eine violette Mozetta.

## Silvestrinerinnen
Der Ordensgründer hatte ebenfalls ein Ordenszweig für Frauen gegründet, der den Äbten der Silvestriner direkt unterstellt wurde. Ihre Ordensregel und ihr Gewand entsprach dem des Männerordens. In späteren Jahren kam es zu Unstimmigkeiten zwischen den Mönchen und den Nonnen des Ordens, die Ordensfrauen trennten von den Silvestrinern und schlossen sich einer anderen benediktinischen Kongregation an.

## Ziele und Bewusstsein
Während des Generalkapitels der Silvestriner, das am Gründungsort durchgeführt wurde, führte Papst Johannes Paul II. in seiner Ansprache am 8. September 2001 aus:

„Liebe Silvestriner, das hohe und anspruchsvolle Ziel, das wir unablässig anstreben müssen, ist vor allem die Heiligkeit. Dies dürfen wir nicht vergessen, insbesondere in unserer Zeit, in der sich eine immer stärkere Sehnsucht nach Gott wahrnehmen läßt. Auf Ihn müssen wir in unserem täglichen Apostolat unseren Geist ausrichten. Von diesem Bewußtsein wird eure Kongregation getragen, in die der Heilige Geist zu allen Zeiten großherzige Mönche berief, die sich durch ihr Beispiel und ihren apostolischen Eifer auszeichneten. Es sei hier nur erinnert an die in neuerer Zeit lebenden Missions-Bischöfe Giuseppe Bravi, Ilarione Sillani und Giuseppe Pagnani, Apostolische Vikare von Colombo; an Bede Beekmayer, erster aus Ceylon gebürtiger Oberhirte, und an Bernardo Regno, Bischof von Kandy. Auch zwanzig Jahre nach seinem Tod ist sein Ruf unter den Entrechteten der Teeplantagen sowie in seinem Geburtsort Fabriano noch immer lebendig. Besonders erwähnt seien außerdem die zwei Wegbereiter der 1910 erfolgten Gründung in den Vereinigten Staaten von Amerika: Giuseppe Cipoletti und Filippo Bartoccetti, geduldige und furchtlose Missionare bei den Grubenarbeitern in Kansas. Und schließlich möchte ich an den Diener Gottes Abt Ildebrando Gregori erinnern, dessen Heiligsprechungsverfahren eingeleitet worden ist.“

## Struktur
Gegenwärtig wird die Benediktinerkongregation von einem Generalabt geleitet. Seit Mai 2025 ist dies Shamindra Jayawardena OSB. Der Generalabt residiert im Generalhaus in Rom und wird vom Generalprokurator unterstützt. Von hier aus werden 29 Konvente und Klöster (Stand 2024) verwaltet, in denen auch Benediktineroblaten tätig sind. Jedem Kloster steht ein Prior vor, wobei eine Niederlassung auch dem Prior eines anderen Klosters unterstellt sein kann. Im Jahr 2024 zählten die Silvestriner 200 Ordensmänner.

## Niederlassungen
- seit 1962 besteht das Kloster St. Benedikt in Adisham Haputale (Sri Lanka), es gehört zum Prioriat Ampitiya
- 1972 wurde das Kloster St. Silvester als Prioriat Ampitiya (Kandy) in Sri Lanka erbaut, hier leben 42 Mönche
- das Kloster St. Benedikt wurde 1949 als Prioriat Arcadia (New South Wales) in Australien erbaut. Hier leben zehn Mönche und zwölf Oblaten
- seit 1987 besteht das Navajeevan-Benedikt-Kloster mit 17 Mönchen als Prioriat Ashram Vijayawada in Indien,
- das Kloster St. Silvester in Bangalore gehört zum Prioriat Makkiyad
- 1942 erbauten die Silvestriner das Kloster St. Vincenzo Martire als Prioriat Bassano Romano in Italien, ihm gehören 20 Mönche an
- seit 1999 besteht das Silvester-Benediktus-Kloster in Cebu auf den Philippinen, es untersteht mit seinen vier Mönchen direkt dem Generalat
- die Herz-Jesu-Kirche in Colombo (Sri Lanka) wird vom Prioriat Ampitiya verwaltet
- seit 1231 besteht das Kloster San Silvestro Abate in Fabriano, es ist Prioriat und Mutterhaus, hier leben 21 Mönche und fünf Oblaten
- 1953 wurde das Kloster Santo Volto Nostro Signore Gesù Cristo (N.S.G.C.) von Ildebrando Gregori in Giulianova (Italien) als Prioriat Giulianova errichtet, hier leben zwölf Mönche.[3]
- in Iritty bei Kunna Kerela (Indien) liegt das Kloster Benhill, das zum Prioriat Makkiyad gehört
- Saint Anthony’s College Gardens wurde 1979 gegründet und gehört zum Prioriat Ampitiya, es ist dem Kloster Benhill zugeordnet, hier wirken neun Mönche
- mit dem St. Josephs-Kloster in Makkiyad (Indien) wurde das Prioriat Makkiyad geschaffen
- seit 1842 besteht das Kloster Santa Teresa in Matelica (Italien) mit vier Mönchen, es gehört zum Prioriat Fabriano
- 1960 wurde das Kloster St. Benedikt in Oxford (Mississippi) gegründet, es untersteht mit seinen 14 Mönchen und zwei Oblaten dem Generalat
- das Kloster Unserer Lieben Frau von Tschenstochau in Rom ist mit seinen vier Mönchen dem Generalat zugeordnet
- seit 1563 besteht die dem Generalat angegliederte Abtei Santo Stefano Protomartire in Rom, hier leben acht Mönche und zehn Oblaten
- das Haus Jeevan Jyoti Ashram in Shivpuri (Indien) gehört zum Prioriat Makkiyad
- seit 1966 gehört das Kloster St. Antonius in Wahacotte (Sri Lanka) mit drei Mönchen zum Prioriat Ampitiya